# منفذ صرفيت
 منفذ صرفيت  أحد المنافذ الحدودية  اليمنية مع سلطنة عمان ويقع في محافظة المهرة شرقي البلاد. بلغت الإيرادات الجمركية والضريبية لمنفذ صرفيت الجمركي بمحافظة المهرة خلال الفترة (يناير -أغسطس) 2008م إلى 673 مليون ريال.